# Campionati sudamericani femminili di pallacanestro
Il Torneo sudamericano femminile di pallacanestro noto come FIBA South American Championship for Women è un torneo organizzato dalla FIBA in cui si confrontano le nazionali femminili del Sudamerica. Si è disputato per la prima volta nel 1946. Si disputa ogni due anni.
Il torneo vale anche come qualificazioni al FIBA Americas Championship for Women.

## Albo d'oro
| Anno | Paese                    | Oro       | Argento   | Bronzo    |
| ---- | ------------------------ | --------- | --------- | --------- |
| 1946 | Cile (Santiago del Cile) | Cile      | Brasile   | Argentina |
| 1948 | Argentina (Buenos Aires) | Argentina | Cile      | Perù      |
| 1950 | Perù (Lima)              | Cile      | Argentina | Perù      |
| 1952 | Paraguay (Asunción)      | Paraguay  | Brasile   | Cile      |
| 1954 | Brasile (San Paolo)      | Brasile   | Cile      | Ecuador   |
| 1956 | Ecuador (Quito)          | Cile      | Paraguay  | Brasile   |
| 1958 | Perù (Lima)              | Brasile   | Argentina | Paraguay  |
| 1960 | Cile (Santiago del Cile) | Cile      | Brasile   | Perù      |
| 1962 | Paraguay (Asunción)      | Paraguay  | Cile      | Brasile   |
| 1965 | Brasile (Rio de Janeiro) | Brasile   | Paraguay  | Perù      |
| 1967 | Colombia (Cali)          | Brasile   | Cile      | Perù      |
| 1968 | Cile (Santiago del Cile) | Brasile   | Cile      | Argentina |
| 1970 | Ecuador (Guayaquil)      | Brasile   | Argentina | Ecuador   |
| 1972 | Perù (Lima)              | Brasile   | Perù      | Paraguay  |
| 1974 | Bolivia (La Paz)         | Brasile   | Argentina | Bolivia   |
| 1977 | Perù (Lima)              | Perù      | Brasile   | Argentina |
| 1978 | Bolivia (La Paz)         | Brasile   | Bolivia   | Argentina |
| 1981 | Perù (Lima)              | Brasile   | Perù      | Colombia  |
| 1984 | Colombia (Cúcuta)        | Colombia  | Brasile   | Perù      |
| 1986 | Brasile (Guaratinguetá)  | Brasile   | Perù      | Colombia  |
| 1989 | Cile (Santiago del Cile) | Brasile   | Perù      | Argentina |
| 1991 | Colombia (Bogotà)        | Brasile   | Colombia  | Argentina |
| 1993 | Bolivia (Cochabamba)     | Brasile   | Argentina | Cile      |
| 1995 | Brasile (Jacareí)        | Brasile   | Argentina | Cile      |
| 1997 | Cile (Iquique)           | Brasile   | Argentina | Colombia  |
| 1999 | Brasile (Vitória)        | Brasile   | Argentina | Venezuela |
| 2001 | Perù (Lima)              | Brasile   | Argentina | Cile      |
| 2003 | Ecuador (Loja)           | Brasile   | Argentina | Cile      |
| 2005 | Colombia (Bogotà)        | Brasile   | Colombia  | Argentina |
| 2006 | Paraguay (Asunción)      | Brasile   | Argentina | Colombia  |
| 2008 | Ecuador (Loja)           | Brasile   | Argentina | Cile      |
| 2010 | Cile (Santiago del Cile) | Brasile   | Argentina | Colombia  |
| 2013 | Argentina (Mendoza)      | Brasile   | Argentina | Cile      |
| 2014 | Ecuador (Ambato)         | Brasile   | Argentina | Venezuela |
| 2016 | Venezuela (Barquisimeto) | Brasile   | Venezuela | Colombia  |
| 2018 | Colombia (Tunja)         | Argentina | Brasile   | Colombia  |
| 2022 | Argentina (San Luis)     | Brasile   | Argentina | Colombia  |

## Medagliere
| Posiz. | Nazione   | Oro | Argento | Bronzo | Totale |
| ------ | --------- | --- | ------- | ------ | ------ |
| 1      | Brasile   | 27  | 6       | 2      | 35     |
| 2      | Cile      | 4   | 5       | 7      | 16     |
| 3      | Argentina | 2   | 16      | 7      | 25     |
| 4      | Paraguay  | 2   | 2       | 3      | 7      |
| 5      | Perù      | 1   | 4       | 5      | 10     |
| 6      | Colombia  | 1   | 2       | 8      | 11     |
| 7      | Venezuela | 0   | 1       | 2      | 3      |
| 8      | Bolivia   | 0   | 1       | 1      | 2      |
| 9      | Ecuador   | 0   | 0       | 2      | 2      |